# Roger Poitevin
Roger Poitevin (auch Roger Poictevin, Roger Pictavinus; * um 1065; † vor 1140) war ein normannischer Adliger, der große Ländereien sowohl in England als auch – durch seine Ehe – in Frankreich besaß.

## Leben
Roger war der dritte Sohn von Roger de Montgomerie, 1. Earl of Shrewsbury und Mabile de Bellême, väterlicherseits also ein Angehöriger der Familie Montgommery, mütterlicherseits der Familie Bellême. Seinen Beinamen erhielt er, nachdem er eine Erbin aus dem Poitou geheiratet hatte. Er erwarb vor 1086 umfangreichen Besitz in England mit Gütern in Salfordshire (dem südöstlichen Teil von Lancashire), Essex, Suffolk, Nottinghamshire, Derbyshire, Lincolnshire und Hampshire. Der größte Teil seines Besitzes lag inter Mersam et Ripam, d. h. zwischen Mersey und Ribble in Lancashire, und wird im Nachhinein als Honour of Lancaster bezeichnet. Ebenfalls vor 1086 hatte er Almodis geheiratet, die Tochter des Grafen Aldebert II. von La Marche im Poitou und Schwester und spätere Erbin des Grafen Boso III. von La Marche. 1088 kommandierte er einen Feldzug des Königs Wilhelm Rufus gegen William de Saint-Calais, den Bischof von Durham, der sich im Aufstand befand; er leitete auch die Verhandlungen mit dem Bischof im Auftrag des Königs, bevor Saint-Calais von Gericht gestellt wurde. Nach 1090 bekam er den Titel eines 1. Lord of Bowland, darüber hinaus erwarb er die Honour of Eye im zentralen Suffolk.
Als kurze Zeit später (um 1091) Graf Boso III. starb, konnte Roger offenbar nicht nach Frankreich kommen, um für seine Frau das Erbe anzutreten, so dass ihr Onkel Odo den Grafentitel übernahm. Er unterstützte in dieser Zeit den König bei dessen Invasion in Cumbria, der die Grenze des normannischen England bis hinter Carlisle verschob. Diese Unterstützung brachte ihm 1092 weite Teile des heutigen Lancashire ein, die Kontrolle über das Land nördlich des Ribble bis zum Lune, sowie die Region um Furness und Cartmel.
1094 schickte Wilhelm Rufus ihn nach Frankreich mit dem Auftrag, die Burg Argentan in der Normandie gegen die Franzosen zu verteidigen, doch übergab er sie bereits am ersten Tag der Belagerung dem König Philipp I.; Roger und seine Soldaten wurden gefangen genommen und kamen gegen Lösegeld wieder frei. Obwohl Philipp ein Verbündeter von Wilhelms Gegner Robert II. von Normandie war, wird davon ausgegangen, der Rogers Unterwerfung weniger ein Verrat an Wilhelm, sondern eher der Tatsache entsprang, dass er gleichzeitig Vasall des Königs von England wie des Königs von Frankreich war. Als Konsequenz wurde er von Wilhelm nicht für weitere Aufgaben berücksichtigt, sein Besitz England wurde jedoch nicht angetastet. Über die nächsten Lebensjahre Rogers ist nicht bekannt, erst 1102 tritt er wieder auf, als er sich der Rebellion seines Bruders Robert de Bellême gegen den neuen König Heinrich I. zugunsten Roberts II. anschloss und ihm nun der englische Besitz genommen wurde.
Roger ging jetzt in das Land seiner Ehefrau, die Grafschaft Marche. Graf Odo wurde 1104 abgesetzt, die Söhne von Roger und Almodis als Grafen anerkannt. 1109 erhielt Roger die Erlaubnis, kurz an den englischen Hof zurückzukehren, erhielt aber seinen früheren Besitz nicht zurück. Wenig später zog er sich aus der Verwaltung der Grafschaft Marche zurück, wo nun seine Ehefrau und seine Söhne die Macht alleine ausübten.

## Familie
Die Kinder von Roger und Almodis waren u. a.:
- Aldebert III., Graf von La Marche
- Boso IV., Graf von La Marche
- Odo II., Graf von La Marche
- Pontia ⚭ Wulfgrin II., Graf von Angoulême (Haus Taillefer)
- Avice